# Пам'ятник 411 воїнам-односельчанам, загиблим на фронтах Великої Вітчизняної війни
Пам'ятник 411 воїнам-односельчанам, загиблим на фронтах ВВВ — це меморіал споруджений на честь червоноармійських воїнів, жителів міста Бар, що загинули у німецько-радянській війни в 1941—1945 роках. Памятник знаходиться в центральній частині міста, на площі Пам'яті. Займає територію в 0,7 га.
У центрі площі на багатоступінчастому постаменті (висота 0,4 м) встановлено обеліск у вигляді стилізованого багнета (висота 10 м), біля якого височіє залізобетонна скульптура воїна (висота 4,5 м). Скульптура виготовлена в майстернях Львівського художнього фонду скульптором Лаврентієм Громом. Біля підніжжя скульптури — чаша вічного вогню, зліва і справа розміщено по шість постаментів із чорними похилими мармуровими плитами, на яких увіковічнені воїни- земляки, жителі міста. На першому та другому постаментах зліва та першому справа — меморіальні написи. На алеї, що веде із вулиці Соборної до обеліска та скульптури воїна, розташовано: зліва 8 похилих постаментів, покритих чорними мармуровими плитами, справа — 9 (висотою 0,60 м). На плитах викарбувано прізвища 424 осіб жителів міста, загиблих на різних фронтах у Великій Вітчизняній війні 1941—1945 років.

## Меморіальні тексти на постаментах
Біля скульптури солдата зліва та справа: "Герой Советского Союза старшина Медвецкий Николай Васильевич (1917—1944); «Если пал человек, чтобы жизнь сохранить человеку, значит верно он жил, значит умер не зря»; справа — «За детский смех, за небо голубое мы все в долгу перед тобой, солдат».
При вході на алею площі Пам'яті — меморіальний текст на постаменті зліва: «Вечная слава воинам города Бар, погибшим на фронтах Великой Отечественной войны за свободу и независимость нашей Родины»; справа — « И мы пришли сюда, чтоб поклониться отваге тех, что целый мир спасли».

## Персоналії
1. Л. Гром 2. Медвецький М. В.